# (31677) Audreyglende
1999 JQ18 (asteroide 31677) é um asteroide da cintura principal. Possui uma excentricidade de 0.07893410 e uma inclinação de 6.14829º.
Este asteroide foi descoberto no dia 10 de maio de 1999 por LINEAR em Socorro.